# Hou (Odder Kommune)
 Ikke at forveksle med Hou.
Hou tidligere Hov er en havneby ved Jyllands østkyst med 1.723 indbyggere  (2025), beliggende 30 km øst for Horsens, 33 km syd for Aarhus og 10 km sydøst for kommunesædet Odder. Hov hører til Odder Kommune og ligger i Region Midtjylland.
Næsten hele Hou ligger i Halling Sogn, men kvarteret Bøgelunden ligger i Gosmer Sogn. Halling Kirke ligger i landsbyen Halling 3 km nordvest for Hov, og Gosmer Kirke ligger i landsbyen Gosmer 5 km nordvest for Hov.

## Historie
2 km vest for Hou ligger det velbevarede Bjørnkær Voldsted, som består af to banker, der er beskyttet af en dobbeltvold og våd- og tørgrav. Omkring år 1300 lå her en svær fæstning. 1930-35 udgravede Nationalmuseet på den østlige banke rester af et fæstningstårn, som var bygget af granit og munkesten.
"I Hov Havn indskibede Chr. IV sig 19/10 1618 til Kalundborg."
Indtil midten af 1800-tallet var Hou ikke en egentlig by, men fiskerleje og ladeplads for skudehandelen.
Vest for Hou ligger godset Gersdorffslund, på hvis jorder byen voksede op. Udviklingen tog fart, da hofjægermester Emil von Holstein-Rathlou byggede en regulær havn i 1881.

### Jernbanen
Holstein-Rathlou foranledigede også, at Hou fra 1884 blev endestation for Hads-Ning Herreders Jernbane (HHJ). Han tegnede 200.000 kr. af den samlede aktiekapital på 1.050.000 kr. og fik lov til at bestemme, at togene skulle starte fra Hov om morgenen, hvilket krævede en temmelig stor station med værelser, hvor lokomotiv-, tog- og postpersonale kunne overnatte.
Med havn og jernbane blev Hou havneby for Odder og et større opland. I 1904 beskrives Hou således: "Hov, Udskibningssted, Havn (anlagt uden for en lille Holm, 1901 uddybet til 9 F.) og Badested med Skole, Pakhus (opf. 1853), Baadebyggeri, Gæstgiveri, Jærnbanestation (Endepunkt for Hads-Ning Hrdr.’s Banen...), Telegraf- og Telefonst. (Telegraf- og Telefonkabel til Sælvig Havn paa Samsø, nedlagt 1899)...Holsatia, Villa." Det lave målebordsblad fra 1900-tallet viser en kalkovn nord for havnens pakhus.
Hov Station var i hele sin levetid en af HHJ's mest benyttede med ca. 15.000 passagerer årligt i starten, stigende til godt 30.000 i begyndelsen af 1900-tallet. Der var bl.a. trafik med badegæster, herunder kirtelsvage børn, der havde fået ordineret friske havbade og havde frirejse mellem Odder og Hov.
Foruden stationen oprettedes i 1949 trinbrættet Holsatia, hvor Egmont Højskolen nu ligger. Dengang havde Ortopædisk Hospital i Aarhus indrettet feriehjem for vanføre i Holstein-Rathlou familiens tidligere enkesæde Holsatia.
HHJ's strækning Odder-Hov blev nedlagt i 1977. Til gengæld fik Hov en direkte landevej til Odder – hovedsagelig anlagt på banens tracé – og store arealer midt i Hov blev frigjort til byudvikling. Men det var med vemod, byen tog afsked med sin jernbane: Da det sidste tog kørte fra Hov om aftenen 21. maj 1977, blev det fulgt ud af byen af hundredvis af børn og voksne i fakkeltog.
Odderbanen kørte videre mellem Odder og Aarhus og indgik 9. december 2012 i Aarhus Nærbane sammen med Grenaabanen. Hovs stationsbygning er bevaret på Søndergade 20.

### Hou Ældrecenter
I 1949 var der kun 2 beboere på byens gamle alderdomshjem, og sognerådet i Gosmer-Halling sognekommune valgte at sælge det og opføre et nyt. I 1952 blev "De gamles Hjem" indviet med plads til 16 beboere, der hver havde et værelse på 8 m². I "Hjemmet" blev der også plads til et
sognerådslokale samt kontor og arkiv til kæmneren. Efter kommunalreformen i 1970, hvor byen kom under Odder Kommune, blev der i 1975 lavet lidt forbedringer i den eksisterende bygning og bygget en ny fløj, så ”Hjemmet” nu havde plads til 30 beboere. I 1984 blev det gamle kæmnerkontor til opholdsstue, og der blev bygget 3 beskyttede boliger.
I 1991 blev værelserne fra 1952 nedlagt, fløjen fra 1975 blev ombygget til plejeboliger, og der blev i samarbejde med Arbejdernes Andelsboligforening (AAB) opført 15 nye ældreboliger. Navnet skiftede til Hou Ældrecenter fordi det nu også løste opgaver for hjemmeboende ældre: cafeteria og madlevering, ergo- og fysioterapi, hjemmesygeplejerske og hjemmehjælp.
I 2009 samlede Odder Kommune sine plejecentre i Odder. Bygningerne i Hou blev overtaget af AAB, som rev de ældste dele ned og opførte etageboliger ved siden af de bevarede dele, så der nu er omkring 50 lejligheder på stedet.

## Faciliteter
Hou Skole og Børnehus er en landsbyordning med 132 elever i skolen, fordelt på 0.-6. klassetrin i ét spor, og 50 børn i børnehaven, som i 2018 var normeret til 44 børn. Der er også SFO og juniorklub.
Hou Maritime Idrætsefterskole startede i 1989 med 63 elever på gården Bjørnkjær og er senere udvidet med bl.a. egen idrætshal. Skolen har nu 160 elever, som går i 9. eller 10. klasse. Foruden folkeskolens prøvefag vælger de et af fire idrætsfaglige linjefag: sejlads, outdoor, håndbold eller fodbold.
Hou Hallen blev indviet i 1991 og fik i 2012 en 500 m² stor tilbygning med fitnessklub, multirum, depotrum, legerum og tidssvarende faciliteter til skolens juniorklub, der midt i 1990'erne havde fået en brugt pavillon bag hallen. Hallen har cafeteria, fest- og mødelokaler. Udenfor er der idrætsanlæg med boldbaner, tennisbaner og petanquebaner. Hou og Omegns Idrætsforening (HOIF) er storbruger af hallen og idrætsanlægget. Foreningen tilbyder gymnastik, badminton, fodbold, håndbold, fitness, tennis, svømning, bordtennis mv.
Hou har også en svømmehal, idet Egmont Højskolen, som har et særligt ansvar over for handicappede, i 2013 indviede Danmarks mest tilgængelige vandtrænings- og rehabiliteringscenter Vandhalla, der ikke kun er for skolens elever, men åbent for alle.
Medborgerhuset for Hou og Omegn er kommunalt ejet, men drives af en forening med ca. 200 medlemmer. Huset kan rumme 75 personer.
Hov har Dagli'Brugs og slagterforretning.

### Turisme
Hou er en turistby, der modtager mange gæster i lystbådehavnen og på campingpladsen ved Spøttrup Strand. Hou Søsportcenter ved havnen har 11 feriehuse, hver med soveplads til 8 personer. Byen har to cafeer og cykeludlejning.
Den 2. weekend i juli afholdes Hou Havnefest, hvis højdepunkt er Hou Drop, hvor fantasifulde hjemmelavede fartøjer skubbes ned ad en stejl sliske, hvorefter besætningen skal forsøge at sejle over havnebassinet.

### Hou Havn
Hous første havn blev anlagt i 1881 af hofjægermester Emil von Holstein Rathlou som fiskeri og kornudskibningshavn. 1903 forærede han havnen til de lokale fiskere.
Hou er en naturhavn, beskyttet af den ubeboede ø Hov Røn. Den 12 hektar store langstrakte ø af sand opstod først 1930erne. I nutiden er den bevokset med en frodig vegetation og har et rigt fugleliv.
I nutiden ejes havnen af Odder Kommune. Havnen benyttes overvejende af lystbåde, men er åben for alle kategorier af fartøjer.
1881 blev færgehavnen øst for den gamle havn indviet. Der er daglige færgeforbindelser med Tunø og Samsø. Fra havneområdet er der busforbindelse med Odder og Aarhus.
Lystbådehavnen har ca. 350 pladser. Hou Bådelaug holder til i det røde klubhus. Foruden sociale aktiviteter i vinterhalvåret arrangeres der sejlerskole og kapsejlads.
Hou Værft, tidligere Hou Skibs- og Bådebyggeri, ved lystbådehavnen er en del af Hou Søsportcenter. Værftet byggede før i tiden fiskekuttere, men har nu specialiseret sig i bl.a. nybygning af handicapegnede sejlbåde.

## Navn
Samtidig med Europa-Parlamentsvalget 26. maj 2019 blev der i Hou afholdt en vejledende folkeafstemning i byen om bynavnet skal staves "Hov" eller "Hou". Afstemningen var arrangeret af Hou Fællesforum – Lokalråd for Hou og Omegn. Afstemningsresultatet var 844 stemmer på "Hou" og 49 stemmer på "Hov". Kommunen kan foreslå en navneændring til Kulturministeriets Stednavneudvalg som har den endelige afgørelse.